# Travis Caldwell
Travis Caldwell (* 16. Januar 1989 in Phoenix, Arizona) ist ein US-amerikanischer Schauspieler.

## Leben und Karriere
Travis Caldwell wurde in Phoenix geboren und zog später nach Los Angeles um als Schauspieler zu arbeiten. Er nahm insgesamt acht Jahre lang Improvisationsunterricht und mit einem Gastauftritt in der Serie Zoey 101 erstmals 2006 vor der Kamera stand.  Es folgten Auftritte in den Kurzfilmen Family Karma und The Tap. Weitere Gastauftritte folgten in Without a Trace – Spurlos verschwunden, Parenthood, Gigantic, Die Zauberer vom Waverly Place, CSI: Miami, The Neighbors und Criminal Minds.
2010 war er als Charlie Monohan in der Serie The Gates in einer Hauptrolle zu sehen, die nach nur einer Staffel wieder eingestellt wurde. Im Film Hannah’s Gold spielte er an der Seite von Luke Perry. 2016 arbeitete er als Stuntman für das Remake Die glorreichen Sieben.
Nach Auftritten in einigen Independentfilmen folgten Rollen in Navy CIS: L.A. und Wu Assassins.

## Filmografie (Auswahl)
- 2006: Zoey 101 (Fernsehserie, Episode 2x06)
- 2007: Family Karma (Kurzfilm)
- 2007: Women’s Murder Club (Fernsehserie, Episode 1x09)
- 2008: The Tap (Kurzfilm)
- 2008: Without a Trace – Spurlos verschwunden (Without a Trace, Fernsehserie, Episode 7x08)
- 2010: Parenthood (Fernsehserie, Episode 1x02)
- 2010: The Gates (Fernsehserie 13 Episoden)
- 2010: Hannah’s Gold
- 2010: Gigantic (Fernsehserie, Episode 1x08)
- 2011: The Lying Game (Fernsehserie, Episode 1x09)
- 2011: Die Zauberer vom Waverly Place (The Wizards of Waverly Place, Fernsehserie, Episode 4x22)
- 2012: CSI: Miami (Fernsehserie, Episode 10x17)
- 2013: Notes from Dad (Fernsehfilm)
- 2013: The Neighbors (Fernsehserie, 2 Episoden)
- 2014: Criminal Minds (Fernsehserie, Episode 10x10)
- 2015: Hello, My Name Is Frank
- 2015: Stolen from the Suburbs
- 2017: Sexy Psycho – Rettet unsere Tochter!  (Girl Followed)
- 2018: Navy CIS: L.A. (Fernsehserie, Episode 9x20)
- 2018: Good Deed
- 2019: Wu Assassins (Fernsehserie, 2 Episoden)
- 2020: Secrets in the Snow (Fernsehfilm)
- 2023: Project Baby (Fernsehfilm)